# Rio Mourão
O rio Mourão é um curso de água que corta de norte a sul a cidade de Campo Mourão, no estado do Paraná, Brasil. Nesse rio está localizada a Usina Mourão I e II. Faz parte da bacia do rio Ivaí.